# Хоули Смарт, Генри
Генри Хоули Смарт (англ. Henry Hawley Smart; 3 июня 1833, Дувр, Кент — 8 января 1893, графство Девон) — британский писатель

. Писал под псевдонимом «капитан Хоули Смарт».

## Биография
Сын майора Британской королевской армии, внук полковника-коменданта Дуврского замка.
Получил домашнее образование. Следуя семейной традиции, в 1849 году вступил в британскую армию в качестве прапорщика 1-го королевского шотландского полка под командованием будущего лорда Реглана.
Участник Крымской войны (1853—1856), в 1855 году получил звание капитана. В 1857 году был отправлен в Индию, где служил участвовал в подавлении восстания сипаев. В 1858 году перешёл на службу в 17-й (Лестерширский) полк, размещённый в Канаде. В 1864 году оставил Квебек, а затем вышел в отставку.
Занялся литературной деятельностью.

## Творчество
Автор ряда книг о лошадиных скачках, на охотничьи темы, военных конфликтах Британии, часто написанных на основе личного опыта, нескольких детективов.

## Избранная библиография
- Breezie Langton, 3 vols (London: Bentley, 1869)
- Bitter is the Rind, etc., 3 vols (London: Bentley, 1870)
- Cecile: or, Modern Idolaters, etc., 3 vols (London: Bentley, 1871)
- False Cards 3 vols (London: Hurst and Blackett, 1872)
- A Race for a Wife 3 vols (London: Hurst and Blackett, 1872)
- Broken Bonds 3 vols (London: Hurst and Blackett, 1874)
- Two Kisses 3 vols (London: Bentley, 1875)
- Courtship: or, 1720 in 1860 3 vols (London: Chapman and Hall, 1876)
- Bound to Win: A Tale of the Turf 3 vols (London: Chapman and Hall, 1877)
- Sunshine and Snow: A Novel 3 vols (London: Chapman and Hall, 1878)
- Play or Pay. A Novelette (London, 1878)
- Social Sinners 3 vols (London: Chapman and Hall, 1880)
- Great Tontine: A Novel 3 vols (London: Chapman and Hall, 1881)
- At Fault: A Novel 3 vols (London: Chapman and Hall, 1883)
- Hard Lines: A Novel 3 vols (London: Chapman and Hall, 1883)
- From Post to Finish: A Novel 3 vols (London: Chapman and Hall, 1884)
- The Death Ride. A Story of Thanksgiving Day, 27 February 1872 (in the collection Praed (R. M.) Mrs.: For their Sakes, etc., 1884)
- Tie and Trick: A Melodramatic Story 3 vols (London: Chapman and Hall, 1885)
- The Outsider: A Novel 2 vols (London: F. V. White, 1886)
- Plucked: A Tale of a Trap, with other authors (London: Diprose and Bateman, 1886)
- Struck Down. A Tale of Devon (London: F. Warne and Co., 1886)
- Bad to Beat. A Novel (London: F. V. White, 1886)
- A False Start: A Novel 3 vols (London: Chapman and Hall, 1887)
- Saddle and Sabre 3 vols (London: Chapman and Hall, 1887)
- Cleverly Won. A Romance of the Grand National. A Novelette (London: F. V. White, 1887)
- The Master of Rathkelly 2 vols (London: F. V. White, 1888)
- The Pride of the Paddock (London: F. V. White, 1888)
- Long Odds: A Novel 3 vols (London: F. V. White, 1889)
- The Last Coup. A Novelette (London: F. V. White, 1889)
- Without Love or Licence: A Tale of South Devon 3 vols (London: Chatto and Windus, 1890)
- A Black Business. A Novelette (London: F. V. White, 1890)
- Beatrice and Benedick: A Romance of the Crimea 2 vols (London: F. V. White, 1891)
- The Plunger: A Turf Tragedy of Five-and-Twenty Years Ago 2 vols (London: F. V. White, 1891)
- Thrice Past the Post. A Novel (London: F. V. White, 1891)
- Vanity's Daughter. A Novel (London: F. V. White, 1893)
- A Racing Rubber 2 vols (London: F. V. White, 1895)